# Der Mann, der die Bank von Monte Carlo sprengte
Der Mann, der die Bank von Monte Carlo sprengte (Originaltitel: The Man Who Broke the Bank at Monte Carlo) ist eine US-amerikanische Filmkomödie aus dem Jahr 1935 von Stephen Roberts mit Ronald Colman und Joan Bennett in den Hauptrollen. Das Drehbuch basiert auf den Bühnenstücken Igra von Igor Surgutchoff und Monsieur Alexandre von Frederick Albert Swann.

## Handlung
Paul Gallard betritt mit einem leeren Koffer das Casino eines Sportclubs in Monte Carlo und gewinnt zehn Millionen Francs am Baccara-Tisch, bevor die Bank kapituliert und für den Abend schließt. Paul füllt den Koffer mit den Banknoten und verkündet am nächsten Tag, dass er noch am selben Abend abreisen wird. Die Geschäftsleitung ist verärgert, weil er in Zeitungen mit der Aussage zitiert wurde, sein Gewinn sei ein Wunder gewesen, das nie wieder passieren könne. Sie befürchtet, dass ihr Geschäft darunter leiden wird, und versucht, ihn zum Bleiben zu überreden. Man bietet ihm die Royal Suite und die Nutzung einer Yacht an, und sie arrangieren, dass er auf einen Buckligen trifft, ein Zeichen des Glücks, und dass ihm ein Blumenmädchen eine Blume mit drei vierblättrigen Kleeblättern überreicht. Paul wirft die Blume weg, und sie landet in einem Hufeisen. Als er diesen Verlockungen keine Beachtung schenkt, schwört die Geschäftsleitung, dass Paul zurückkehren und seine Worte zurücknehmen muss. 
Im Zug nach Paris hört Paul, wie ein Mann einer attraktiven Frau von den Schönheiten der Schweiz erzählt, wohin sie nach einer Verbindung in Paris reisen wollen. Nach seiner Rückkehr nach Paris geht Paul in die Küche des Café Russe, wo er seine Gewinne mit seinen russischen Mitflüchtlingen teilt, die ihn engagiert hatten. Paul ist eigentlich ein ehemaliger russischer Adliger, der in den letzten zehn Jahren in Paris Taxi fahren musste, und er schwört nun, seine Spielsucht aufzugeben. Er besteigt mit seinem ehemaligen Diener Ivan einen Zug in die Schweiz und sorgt dafür, dass die Frau, die er im Zug nach Paris gesehen hat, irrtümlicherweise in sein Abteil gesetzt wird. Er erfährt, dass es sich bei der Frau um Helen Berkeley handelt und dass der Mann, der mit ihr reist, ihr Bruder Bertrand ist. In der Schweiz lehnt Helen Pauls zahlreiche Versuche ab, ihr Blumen und eine Einladung zum Tanz zu schicken. Beim Erklimmen eines Berges stürzt Helen auf einen Felsvorsprung, auf dem Paul angehalten hat. Bald reiten sie zusammen und tanzen, und sie vertraut ihm an, dass sie in vierzehn Tagen einen 62-jährigen Bankier heiraten wird, weil Bertrand fünf Millionen Francs braucht. Paul bietet an, seine Gewinne aus Monte Carlo zu teilen, aber sie lehnt unter Tränen ab und bittet ihn, sie mitzunehmen, damit sie eine Woche zusammen verbringen können. Paul nimmt reumütig ihre Bitte an, nach Monte Carlo zu fahren. Ivan vermutet, dass Helen angeheuert wurde, um Paul zurück an die Spieltische zu locken. Paul sagt ihr, dass er sie auch dann noch lieben würde, wenn Ivan Recht hätte, aber dass etwas in ihm sterben würde. 
Helen war tatsächlich von der Casinoleitung angeheuert worden, hat sich aber entschieden, nicht nach Monte Carlo zu gehen. Sie gesteht Paul, dass sie ihn liebt, lehnt seinen Heiratsantrag jedoch ab. Helen sagt Bertrand, dass sie kündigt, obwohl er sie daran erinnert, dass sie bei ihrer Anstellung nur eine Hinterhof-Varieté-Künstlerin war, und dass sie 250.000 Francs bekommen werden.  Als Paul Bertrand erzählt, dass er Helen heiraten will, sagt Bertrand, um ihn auszutricksen, dass sie bereits nach Monte Carlo aufgebrochen ist. Während Paul und Ivan dorthin fahren, sagt Bertrand Helen, dass Paul abgereist ist. Sie ändert ihre Zugreservierung von Paris nach Monte Carlo. Bei ihrer Ankunft ruft Helen in Pauls Zimmer an, um ihn vom Glücksspiel abzuhalten, aber Ivan verrät, dass Paul bereits in das Casino aufgebrochen ist. Paul verliert zunächst, beginnt aber zu gewinnen, als er nur noch eine letzte Banknote hat. Als die Bank jedoch ihr letztes Tablett mit Chips im Wert von sechs Millionen Francs aufstellt, verliert Paul. Er lacht darüber, aber als er Helen aus dem Büro des Direktors kommen sieht, gratuliert er ihr bitter und geht weg.
Ein Jahr später setzt Paul, nun wieder Taxifahrer, einen Passagier in einem Nachtclub ab, wo er Helens Bild sieht. Er zieht sich einen Frack an und geht dorthin. Nach Helens Lied tanzt er mit ihr und beleidigt sie, bereut es dann aber. Helen folgt ihm und freut sich, als sie herausfindet, dass er Taxifahrer ist, denn sie sagt, wenn er viel Geld hätte, könnte sie ihm nicht sagen, wie leid es ihr tut. Sie gesteht ihm ihre Liebe und zusammen besuchen sie ein Abendessen und einen Tanz im Café Russe zur Feier des Geburtstags von Zar Nikolaus II.

## Hintergrund
Gedreht wurde der Film vom 19. August bis Mitte September 1935 in Monte Carlo sowie am Lake Arrowhead in Kalifornien.
Für Nunnally Johnsons war dies der erste Film als Associate Producer. Darryl F. Zanuck, der Produktionsleiter von Fox, begann zu dieser Zeit damit, eine Strategie umzusetzen, die vorsah, aus den Reihen der Autoren des Studios eine Gruppe von Associate Producern zu bilden. Nachrichtenmeldungen zufolge war ursprünglich John Ford als Regisseur vorgesehen, er musste den Job jedoch aufgeben, weil er auf seiner Yacht ausrutschte und sich zwei Wirbel brach. Laut einer Pressemeldung versuchte das Studio, Sylvia Sidney von Paramount Pictures für die Hauptrolle auszuleihen, aber Paramount konnte ihre Termine nicht mit ihren anderen Verpflichtungen vereinbaren. 
1938 hob ein Richter des Berufungsgerichts von Ontario die Entscheidung eines Untergerichts in einem diesen Film betreffenden Fall auf und entschied, dass die Verwendung eines Liedtitels als Titel für einen Kinofilm keine Urheberrechtsverletzung darstelle. Das Untergericht hatte den Klägern, die die Urheberrechte an dem Lied besaßen, 1.046.350 Dollar zugesprochen (2024: ca. 23,4 Millionen Dollar).
William S. Darling oblag die künstlerische Leitung. Verantwortliche Toningenieure waren Roger Heman sr. und Joseph E. Aiken.

## Veröffentlichung
Die Premiere des Films fand am 15. November 1935 in New York statt. 1936 kam er in Österreich in die Kinos.

## Kritiken
Andre Sennwald von der The New York Times befand, der Film sei in seiner Handlung banal, in seiner Fröhlichkeit missbrauche er eine vielversprechende komische Idee. Obwohl der Autor die Leistungen von Colman, Clive und Bruce zu schätzen wusste, fand er, dass Miss Bennett, um es höflich auszudrücken, eine ziemliche Fehlbesetzung sei, da ihr hölzerner Charme und ihre stimmliche Monotonie fast nichts mit der geheimnisvollen Dame zu tun haben, die sie zu sein vorgebe.
Die Variety beschrieb den Film als aufwendige Produktion einer leichtgewichtigen Geschichte, die viel der Darstellung, Regie und Kameraarbeit verdanke.
Meyer Levin schrieb im Magazin Esquire, dass die Handlungsmotivation abgeschwächt, aber die schaumige Stimmung unterhaltsam sei.
Derek Winnert befand, dass eine ansprechend flüssige Darstellung des Stars Ronald Colman, die Ansichten von Monte Carlo und die Spieldetails dafür sorgen, dass das leichtgewichtige Werk des Regisseurs Stephen Roberts aus dem Jahr 1935 faszinierend und unterhaltsam bleibe. Der Film sei etwas statisch, gesprächig und zu oft an das Set gebunden, während das dünne Drehbuch für eine romantische Komödie verblasst sei. Aber der Film sei immer noch hell und schaumig genug.